# Rhaconotus sciron
Rhaconotus sciron är en stekelart som beskrevs av Nixon 1941. Rhaconotus sciron ingår i släktet Rhaconotus och familjen bracksteklar. Inga underarter finns listade i Catalogue of Life.